# Justus Clauswitz
Justus Clauswitz (* 12. Dezember 1809 in Goslar; † 20. Februar 1901 in Berlin) war Jurist und Mitglied des deutschen Reichstags.

## Familie
Clauswitz war der Vater des Berliner Stadtarchivars Paul Clauswitz.

## Leben
Clauswitz besuchte das Gymnasium in Salzwedel und studierte in Berlin Rechtswissenschaften. 1831 wurde er Referendar am Kammergericht und am Oberlandesgericht Naumburg. 1835 wurde er zum Gerichtsassessor ernannt und ging 1836 zum Land- und Stadtgericht Wolmirstedt, wo er 1842 zum Justizrat ernannt wurde. 1847 wechselte er ans Stadtgericht Liebenwerda, wo er 1850 zum Direktor ernannt wurde. 1857 wurde er Direktor am Kreisgericht Torgau und 1864 erfolgte die Ernennung zum Obertribunalrat. Von 1870 bis 1879 war er Mitglied des Disziplinarhofs für nicht-richterliche Beamte und 1877/78 Vizepräsident des Obertribunals und Wirklicher Geheimer Oberjustizrat.
Von 1877 bis 1883 war er Mitglied des Deutschen Reichstages für die Deutsche Reichspartei und den Wahlkreis Merseburg 1 (Liebenwerda, Torgau), außerdem von 1850 bis 1852 und von 1872 bis 1877, sowie von 1879 bis 1885 Mitglied des Preußischen Abgeordnetenhauses.